# Lucy Bacon
Lucy Bacon (* 1857 in Pitcairn, New York; † 1932 in San Francisco, Kalifornien) war eine US-amerikanische Malerin des Impressionismus und Kunstlehrerin.

## Leben

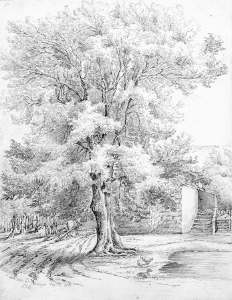
Sketch of an ash tree at Duffryn

Ihre künstlerische Ausbildung begann Lucy Bacon in der Art Students League und der National Academy of Design in New York City, 1892 ging sie nach Paris an die dortige Académie Colarossi. Unzufrieden mit der dortigen Ausbildung bat sie die Künstlerin Mary Cassatt um Hilfe bei der künstlerischen Arbeit. Cassatt stimmte zu und vermittelte Lucy Bacon zudem an Camille Pissarro, der in Éragny nahe Paris lebte. Nach dem Umzug nach Eragny malte Bacon einige Bilder im impressionistischen Stil, konnte sich aufgrund gesundheitlicher Probleme allerdings nur begrenzt mit der Malerei auseinandersetzen.
1896 kehrte Lucy Bacon in die USA zurück und zog nach San Jose in Kalifornien, da sie sich von dem dortigen Klima eine gesundheitliche Besserung versprach. Sie malte in ihrem privaten Atelier und unterrichtete zudem Kunst an der Washbury School, 1898 stellte sie ihre Bilder in einer Ausstellung der San Francisco Art Association aus. Die Bilder wurden präsentiert in der Galerie Vickery, Atkins & Torrey von William Kingston Vickery, dessen Sohn Robert Kingston Vickery mit ihrer Nichte Ruth Vickery verheiratet war.
Im Jahr 1905 beschloss Lucy Bacon, die Malerei aufzugeben und sich auf theologische Studien zu konzentrieren. Um 1909 lebte sie in San Francisco, wo sie 1932 starb. Aus ihrem späteren Leben ist nur wenig bekannt.